# Edna de Cássia
Edna Cerejo, mais conhecida como Edna de Cássia (Belém, 31 de julho de 1959) é uma atriz brasileira, tendo protagonizado o filme teuto-brasileiro Iracema - uma transa amazônica em 1976.

## História e carreira
De origem indígena, fez um único filme, Iracema - uma transa amazônica, em 1976, após ser descoberta em um programa de auditório de Belém pelo diretor Jorge Bodansky. O filme seria censurado pela Ditadura Militar, devido a sua temática - boa parte do filme é um contraponto a propaganda ufanista sobre a Transamazônica - sendo liberado apenas entre 1980 e 1981, quando iniciou sua participação em festivais e nas salas de cinema oficiais. Ela acabou ganhando o Troféu Candango do Festival de Cinema de Brasília de 1980 como melhor atriz.
Ela decidiu não seguir a carreira, por "não se considerar uma atriz".
Cerca de quatro anos após as filmagens, pouco após a premiação no Festival de Brasília, Edna foi encontrada pelo Jornal do Brasil trabalhando como lavadeira e vivendo em condições de grande miséria na periferia de Belém do Pará, de forma que sua situação era pior do que antes de ser recrutada para realizar o filme, cujo cachê foi de 5 mil cruzeiros. Segundo a reportagem, ela estaria magoada com o diretor Jorge Bodansky, e não quis dar entrevista. Entretanto, o diretor de Iracema disse em entrevista para a Folha de S.Paulo em 2006 que eles nunca perderam contato, sem dar mais detalhes.

## Filmografia
| Ano  | Filme                          | Personagem        |              |       |
| ---- | ------------------------------ | ----------------- | ------------ | ----- |
| 1976 | Iracema - Uma Transa Amazônica | Iracema           |              |       |
| 2006 | Era uma vez Iracema            | Ela mesma/Iracema | Documentário | [ 7 ] |